# Red del trans Golgi
La red del trans Golgi (TGN, Trans-Golgi Network en inglés) es una red de estructuras tubulares y cisternas que forma parte del aparato de Golgi. 

Diagrama de una célula animal, a la izquierda (1. Nucléolo, 2. Núcleo, 3. Ribosoma, 4. Vesícula, 5. Retículo endoplasmático rugoso, 6. Aparato de Golgi, 7. Citoesqueleto (microtúbulos), 8. Retículo endoplasmático liso, 9. Mitocondria, 10. Vacuola, 11. Citoplasma, 12. Lisosoma, 13. Centríolos.).

El complejo de Golgi se localiza normalmente cerca del núcleo celular, y en una célula animal a menudo está cerca del centrosoma o centro celular. Está formado por una serie de cisternas limitadas por una membrana y de forma aplanada que se parecen a un montón de platos. Estos dictiosomas de Golgi acostumbran a presentar entre cuatro y seis cisternas. Los dictiosomas tienen dos caras distintas: una cara cis (o cara de entrada) y una cara trans (o cara de salida). Ambas caras están conectadas a unos compartimentos especiales, que son, respectivamente, la red del cis Golgi y la red del trans Golgi. Las proteínas y lípidos entran por la red del cis Golgi en vesículas de transporte que provienen del Retículo Endoplasmático (ER) y salen por la red del trans Golgi en vesículas de transporte con destino a la superficie celular o a otro compartimento. Se cree que ambas redes son importantes en la clasificación de las proteínas: las proteínas que entran en la red cis pueden seguir a través del Golgi o bien volver al ER; las proteínas que salen de la red trans están clasificadas según su destino, sea los lisosomas, las vesículas de secreción o la superficie celular. 
La red del trans Golgi se considera como la principal “estación” de envío, distribución y clasificación de diferentes cargos (lípidos y proteínas).

## Transporte desde la red del trans Golgi a los lisosomas
Todas las proteínas que pasan a través del complejo de Golgi, excepto las que son retenidas en él como residentes permanentes, son clasificadas en la red del trans Golgi de acuerdo con su destino final.
Los lisosomas son vesículas membranosas que contienen enzimas hidrolíticas utilizadas para la digestión intracelular controlada por macromoléculas. Contienen alrededor de 40 tipos de enzimas hidrolíticas, entre las que se encuentran proteasas, nucleasas, glucosidasas, lipasas, fosfolipasas, fosfatasas y sulfatasas. Todas ellas son hidrolasas ácidas, cuya actividad óptima se expresa a un pH cercano a 5, que es el pH que se mantiene en el interior de los lisosomas. 
Los lisosomas son puntos de encuentro donde convergen diferentes corrientes del tráfico intracelular. Las enzimas digestivas son descargadas en ellos mediante una ruta que va por el ER y el complejo de Golgi, mientras que las substancias que deben ser digeridas llegan a ellos a través de diferentes vías (mediante los endosomas tempranos, autofagia, o fagocitosis, por ejemplo).
Las hidrolasas lisosomales especializadas y las proteínas de membrana de los lisosomas se sintetizan en el ER rugoso y son transportadas a través del aparato de Golgi. Las vesículas de transporte que conducen estas proteínas hasta los endosomas tardíos parten de la red del trans Golgi, incorporando las proteínas lisosomales y excluyendo todas las demás proteínas, que serán empaquetadas en otras vesículas de transporte y descargadas en otros lugares.
Las hidrolasas lisosomales presentan un solo marcador en forma de grupos de manosa 6-fosfato (M6P), los cuales son añadidos exclusivamente a los N-oligosacáridos de estas enzimas lisosomales, probablemente mientras están en el lumen de la red del cis Golgi. Los grupos M6P son reconocidos por los receptores M6P, que son proteínas transmembrana presentes en la red del trans Golgi. Estos receptores unen las hidrolasas lisosomales y ayudan a concentrarlas en vesículas de transporte específicas que surgen por gemación de la red del trans Golgi y acaban fusionándose con los endosomas tardíos, descargando su contenido en el lumen de estos. Los receptores M6P son empaquetados en vesículas de transporte específicas en la red del trans Golgi mediante unas proteínas de recubrimiento especiales que se ensamblan en la superficie citosólica de la membrana y permiten la gemación de las vesículas desde la red del trans Golgi.
El receptor de la manosa 6-fosfato une su oligosacárido específico a pH 7 en la red del trans Golgi y lo libera a pH 6 , que es el pH del interior de los endosomas tardíos. De esta manera, las enzimas lisosomales en cuanto llegan a los endosomas tardíos se disocian de los receptores M6P y empiezan a digerir el material endocitado transferido desde los endosomas tempranos. Posteriormente, los receptores son recuperados y devueltos a la membrana de la red del trans Golgi mediante vesículas de transporte que surgen por gemación de los endosomas tardíos.
En conclusión, son los grupos M6P los que permiten separar las hidrolasas del resto de moléculas y empaquetarlas en el interior de vesículas de transporte, las cuales descargan su contenido en los endosomas tardíos y después en los lisosomas. 
No toda la carga que está destinada a acabar en los lisosomas llega a su destino. Parece que algunas hidrolasas lisosomales consiguen escapar del proceso de empaquetamiento en la red del trans Golgi y son transportadas, vía ruta por defecto, a la superficie celular, desde donde son secretadas al fluido extracelular. No obstante, algunos receptores M6P también van a la membrana plasmática para recapturar a las hidrolasas lisosomales escapadas y devolverlas a los lisosomas.

## Transporte desde la red del trans Golgi hasta la superficie celular:exocitosis
Normalmente, las vesículas de transporte destinadas a la membrana plasmática abandonan el trans Golgi siguiendo un flujo constante. Las proteínas de membrana y los lípidos de estas vesículas aportan nuevos componentes a la membrana plasmática celular, mientras que las proteínas solubles de estas vesículas son secretadas al espacio extracelular. 
Las proteínas pueden ser secretadas de una célula por exocitosis a través de una ruta regulada o constitutiva. En las rutas reguladas las moléculas son almacenadas en vesículas de secreción o sinápticas, las cuales no se fusionan con la membrana plasmática liberando su contenido hasta que no se recibe una señal extracelular. El empaquetamiento dentro de estas vesículas, que tiene lugar en la red del trans Golgi, es precedido por una condensación selectiva de las proteínas. Mientras que las rutas reguladas solo actúan en células especializadas como las neuronas, en todas las células existe una ruta de secreción constitutiva: hay un transporte vesicular continuo desde la red del trans Golgi a la membrana plasmática. 
Las vesículas de secreción regulada contienen proteínas de membrana especiales, algunas de las cuales pueden actuar como receptores uniendo el material agregado en la red del trans Golgi. 
Después de que estas vesículas de secreción inmaduras emerjan de la red del trans Golgi, su cubierta de clatrina es eliminada y su contenido se condensa aún más. Debido a que las vesículas maduras son tan densas, la célula secretora libera grandes cantidades de material por exocitosis en cuanto es necesario. 

Exocitosis constitutiva y exocitosis regulada.

A diferencia, en una célula no polarizada, si las proteínas del lumen del ER no son específicamente retenidas como residentes del ER o del complejo de Golgi o no son seleccionadas para las rutas que llevan a la secreción regulada o a los lisosomas, serán automáticamente transportadas a través del complejo de Golgi hasta la superficie celular mediante la vía secretora constitutiva. 
La mayoría de las células de los tejidos están polarizadas y tienen dos o más dominios de membrana diferentes hacia los cuales van dirigidos diferentes tipos de vesículas secretoras. Un célula epitelial típica tiene un dominio apical y uno basolateral. Ambos están separados por un anillo de uniones estrechas y tienen una composición lipídica y proteica diferenciada. A menudo este tipo de células secretan una serie de productos en la superficie apical, como enzimas digestivas, y otra serie de productos en la superficie basolateral, como laminina. Se ha podido ver que las proteínas que salen del ER destinadas a los diferentes dominios viajan juntas hasta que llegan a la red del trans Golgi. Allí son separadas y enviadas mediante vesículas de secreción o de transporte al dominio de la membrana plasmática apropiado.